# Naila
Naila je město v německé spolkové zemi Bavorsko, v zemském okresu Hof. Leží 18 kilometrů západně od Hofu. Žije zde přibližně 7 600 obyvatel.

## Geografie
Sousední obce: Lichtenberg, Issigau, Berg, Bad Steben, Selbitz, Schwarzenbach am Wald a Schauenstein.

### Místní části
Obec je oficiálně rozdělena na 37 částí:
| - Bärenhaus - Bärenhäuser - Brand - Culmitz - Culmitzhammer - Döbrastöcken - Dreigrün - Einsiedel - Erbsbühl - Erbsbühl | - Finkenflug - Froschbach - Garles - Hölle - Hügel - Kalkofen - Kleinschmieden - Linden - Lippertsgrün - Marlesreuth | - Marmormühle - Martinsberg - Marxgrün - Mittelklingensporn - Molkenbrunn - Naila - Naila-Froschgrün - Nestelreuth - Oberklingensporn - Pechreuth I | - Pechreuth II - Reutberg - Schleifmühle - Schneckengrün - Schottenhammer - Unterklingensporn - Weidstaudenmühle |

## Historie
Archeologické nálezy datují první osídlení území do období 600 až 900. První písemná zmínka o sídle pochází z roku 1343. Od poloviny 15. do poloviny 18. století se zde těžila železná a měděná ruda. S průmyslovou revolucí se zde rozvinul textilní a obuvnický průmysl. Za 2. světové války padlo 200 místních obyvatel. Po válce nastal velký přísun východních uprchlíků. Ekonomický rozvoj obce negativně ovlivnilo rozdělení Německa, po opětovném spojení je patrné zlepšení.
Jméno obce nabývalo od 14. století různých podob (Neulins, Newlins, Newlin, Neilein, Neylein, Neyla a Naila).

## Památky
- evangelický kostel z 19. století

## Doprava
Město leží na spolkové silnici 9 a je dosažitelné i železnicí na trati Hof-Bad Steben.

## Osobnosti obce
- Reinhard Feldrapp, fotograf
- Hans-Peter Friedrich, politik
- Heinrich Andreas Lohe, malíř
- Helge Ritter, neuroinformatik
- Wilhelm Schneider, chemik
- Johann Christoph Weiß, evangelický teolog